# Felix Porsch

Felix Porsch

Felix Porsch, 1893

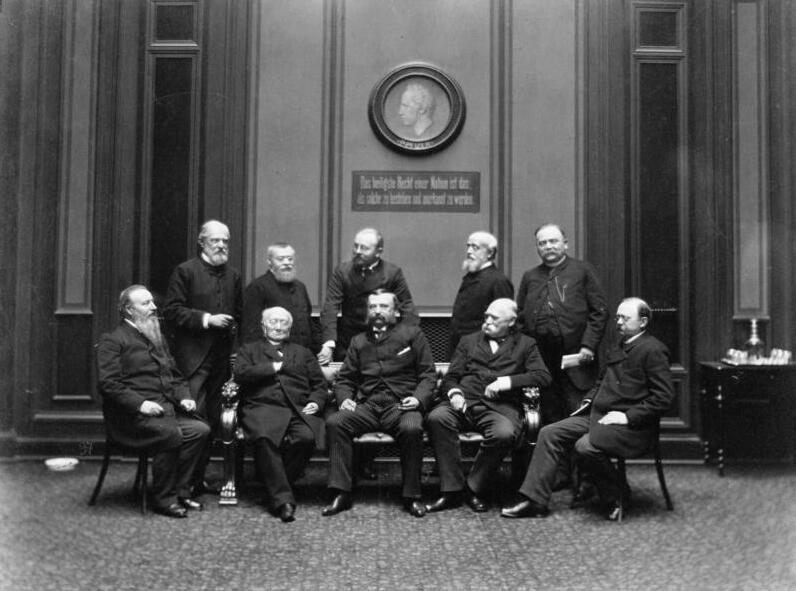
Mitglieder des Reichstages (1. Reihe-sitzend v. l. n. r.: Paul Letocha, Dr. Ludwig Windthorst, Graf v. Johann Anton von Chamaré, Anton von Dejanicz-Gliszczynski, Albert Horn 2. Reihe-stehend-v.l.nr.: Graf v. Friedrich von Praschma, Philipp Schmieder, Dr. Felix Porsch, Dr. Frhr. Clemens Heereman von Zuydwyck, Julius Szmula)

Felix Porsch (* 30. April 1853 in Ratibor, Oberschlesien; † 8. Dezember 1930 in Breslau) war ein deutscher Jurist und Politiker der Zentrumspartei.

## Leben
Felix Porsch stammte aus einer politisch und katholisch geprägten, oberschlesischen Familie, so war sein Großvater Joseph Porsch Stadt- und Patrimonalrichter in Krappitz, sein Vater Emil Porsch Staatsanwalt und Mitglied des Preußischen Abgeordnetenhauses und sein Onkel Wilhelm Porsch Priester und Mitglied des Preußischen Abgeordnetenhauses.
Nach dem Abitur in Glogau studierte Porsch Rechtswissenschaften in Tübingen, Breslau, Leipzig und Berlin. Am 22. April 1872 wurde er Mitglied der katholischen akademischen Studentenverbindung AV Guestfalia Tübingen im Cartellverband der katholischen deutschen Studentenverbindungen (CV) und am 5. Mai 1873 Mitglied der KDStV Winfridia Breslau im CV, im Jahre 1876 trat er der KAV Suevia Berlin im CV bei und war 1879 Mitbegründer der KDStV Burgundia Leipzig. Später wurde er unter anderem ehrenhalber Mitglied der CV-Verbindungen AV Austria Innsbruck, KaV Norica Wien, KDStV Aenania München, KDStV Bavaria Bonn, KDStV Hercynia Freiburg im Breisgau, KDStV Markomannia Würzburg und VKDSt Saxonia Münster. In den 1920er-Jahren setzte er sich besonders für die Gründung einer katholischen Studentenverbindung an der Preußischen Forsthochschule Hann. Münden ein. Wiederholt trat er mit seinem Fraktionskollegen Christian Blank dafür ein, dass mehr katholische Studenten für den höheren Forstverwaltungsdienst in Preußen zugelassen wurden, der bis dahin überwiegend protestantisch dominiert war. Seine wiederholten Eingaben und Stellungnahmen im Preußischen Abgeordnetenhaus hatten Erfolg. 1927 gründete er mit weiteren Cartellbrüdern die Forstakademische Verbindung Rheno-Guestfalia zu Hann. Münden im CV, die heute an der Universität Göttingen fortbesteht. Insgesamt war er Mitglied von 28 CV-Verbindungen.
1876 wurde er von der Universität Breslau zum Doktor beider Rechte promoviert und war ab 1879 als Rechtsanwalt in Breslau tätig. Dort war er von 1881 bis 1903 Mitglied der Stadtverordnetenversammlung.
Felix Porsch war einer der maßgeblichen deutschen Politiker der Wilhelminischen Ära, engagierter Vertreter der Deutschen Zentrumspartei und deren geschäftsführender Vorsitzender von 1921 bis 1922.
Er war Mitglied des Reichstages von 1881 bis 1893 und des Preußischen Landtags von 1883 bis 1930. Von 1883 bis 1918 war er Mitglied des Preußischen Abgeordnetenhauses für den Wahlkreis Regierungsbezirk Breslau 8 (Neurode – Glatz – Habelschwerdt). Von 1903 bis 1918 war er erster Vizepräsident des Abgeordnetenhauses. Felix Porsch war Mitglied in der ersten verfassunggebenden Landesversammlung Preußens im Jahre 1919, im Ersten Landtag 1921/22 sowie dessen Vizepräsident im Zweiten (1924) und Dritten Landtag (1928). Am 28. November 1929 gab er sein Amt an Josef Baumhoff ab. Er war zudem von 1904 bis 1930 Fraktionsvorsitzender der Zentrumspartei. Sein Nachfolger wurde Joseph Heß.
Hauptanliegen von Porsch war es, den von Bismarck einst als „Reichsfeinden“ angesehenen Katholiken und Arbeitern eine Position im Parlament zu verschaffen. Porsch war auch ein Vertreter der Weimarer Koalition, der für das Zentrum die Zusammenarbeit mit der Deutschen Demokratischen Partei (DDP) und der Sozialdemokratie (SPD) suchte.
Während des akademischen Kulturkampfes zwischen 1903 und 1908 trat er entschieden für die katholischen Studentenverbindungen ein. Felix Porsch war Gründer des Altherrenbundes des Cartellverbandes sowie erster Vorsitzender. Porsch war Präsident der Katholikentage von 1889 in Bochum, 1892 in Mainz und 1904 in Regensburg.
Bestattet wurde er in Eltville.

## Felix-Porsch-Johannes-Denk-Stiftung
Die Felix-Porsch-Johannes-Denk-Stiftung des Cartellverbandes fördert seit 1969 gezielt junge Wissenschaftler beim Studium im In- und Ausland mit Stipendien.